# Esciliorrínids
Els esciliorrínids (Scyliorhinidae) són una família de taurons de l'ordre dels carcariniformes, una de les més nombroses, amb 15 gèneres i 89 espècies.

## Morfologia

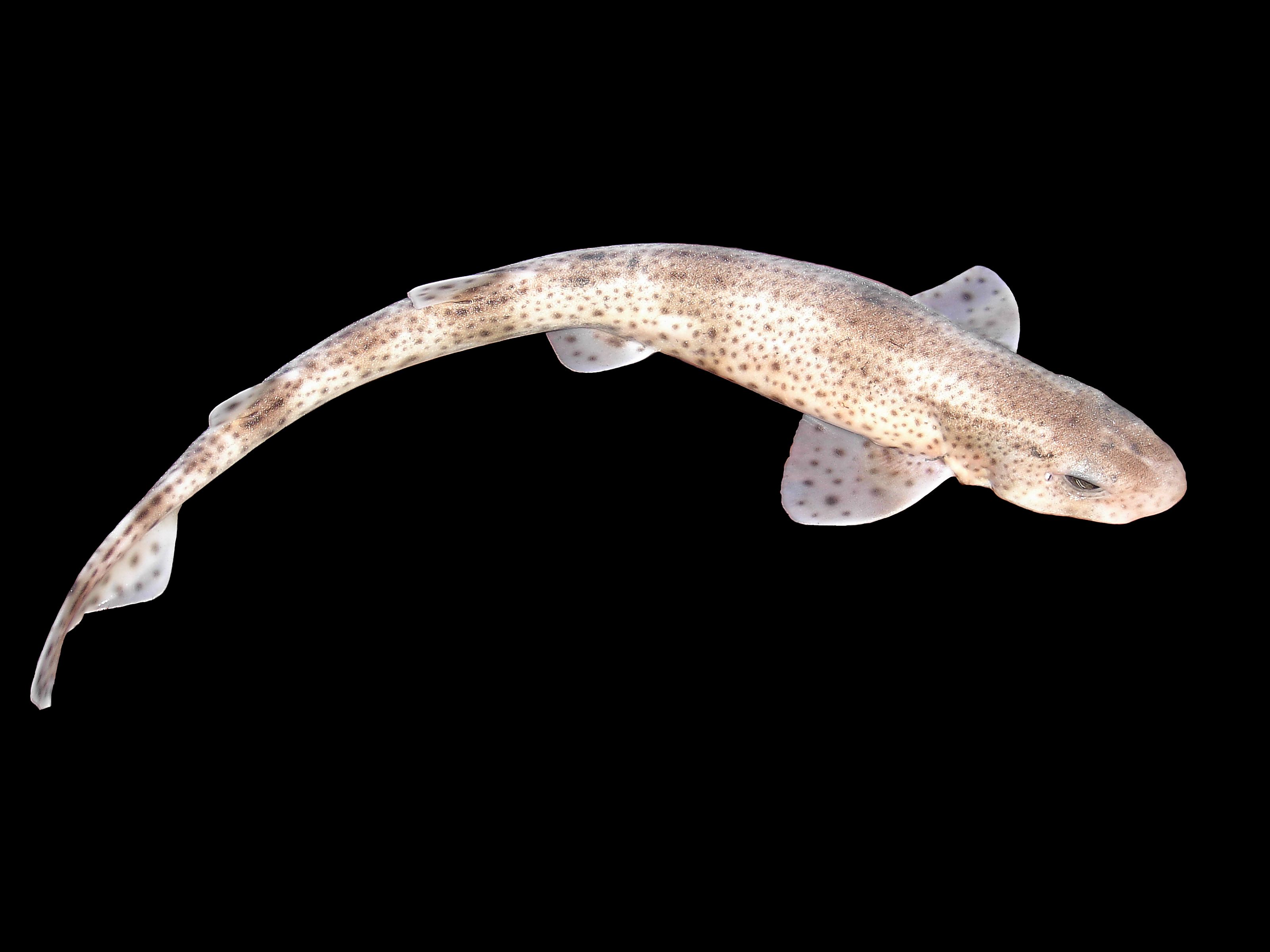
gat de mar (Scyliorhinus canicula) fotografiat al sud de la Mar del Nord.

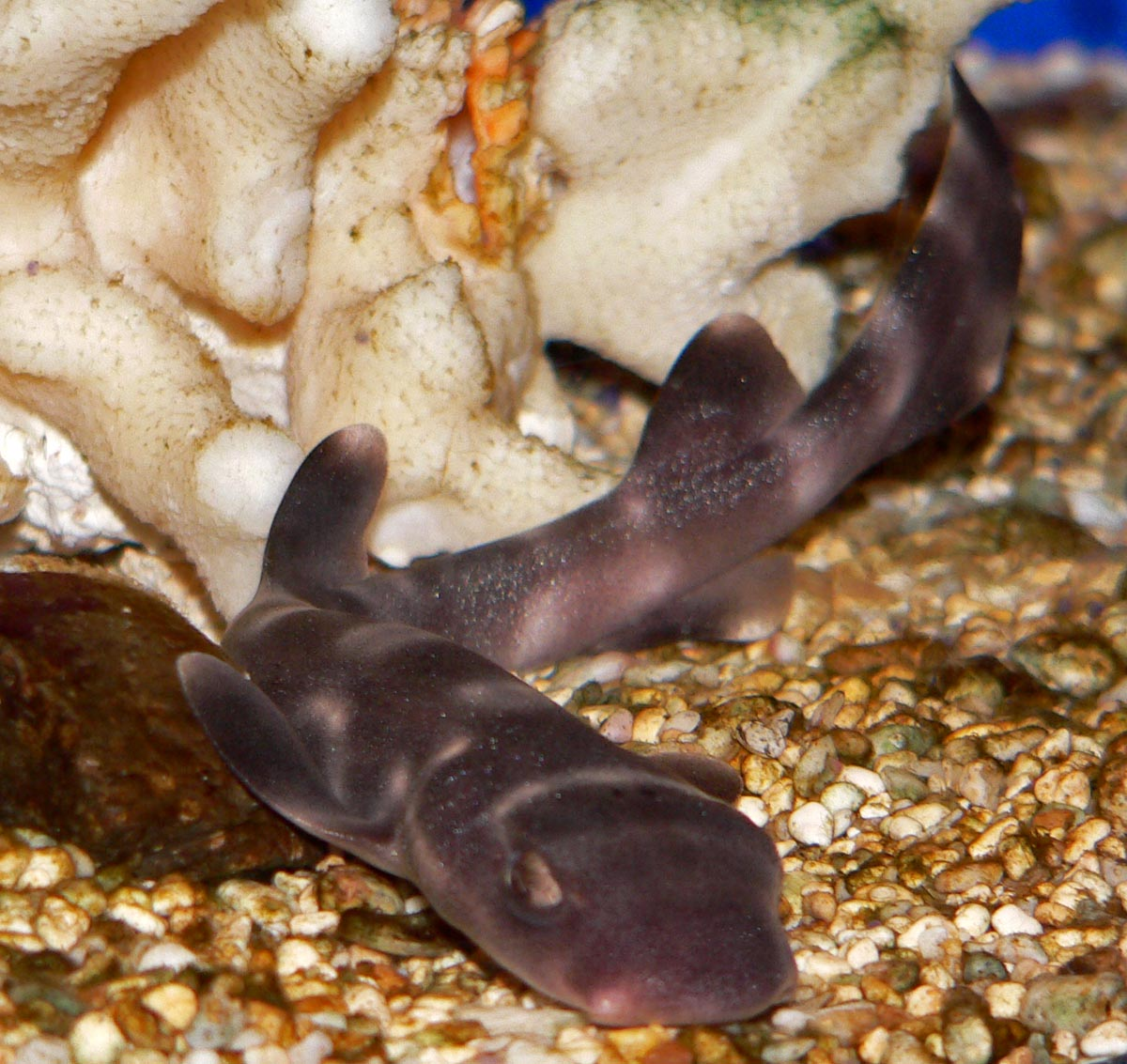
Atelomycterus marmoratus

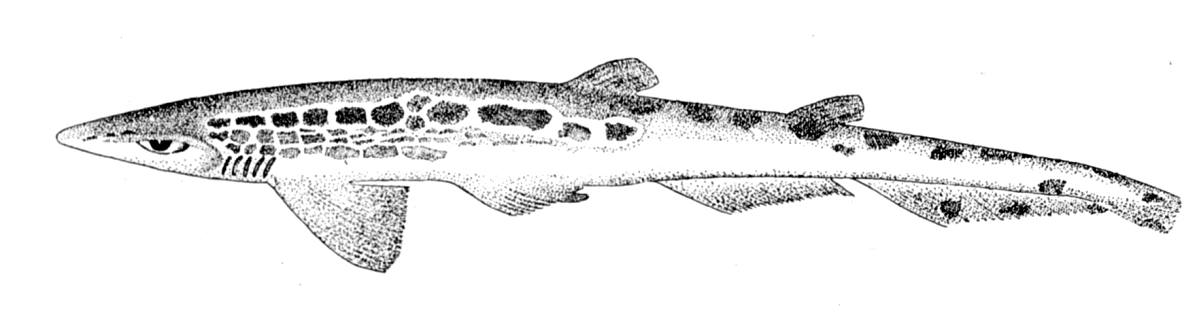
Moixina (Galeus melastomus)

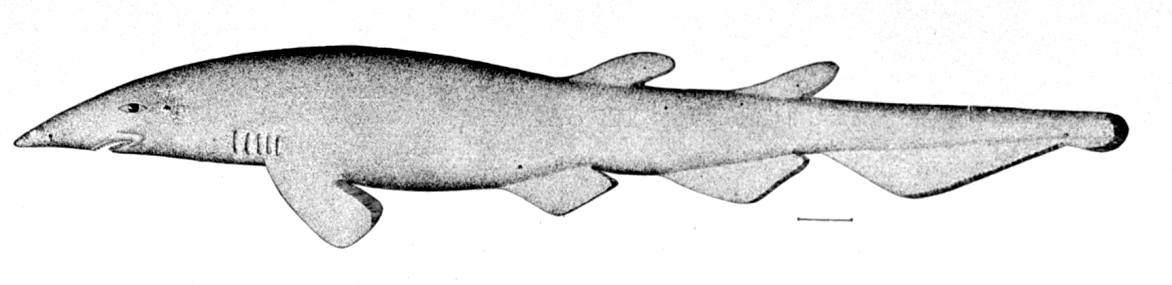
Apristurus profundorum

- Són esquals petits i de cos allargassat: la majoria d'espècies fan entre 60 i 70 cm de longitud però la més grossa (Apristurus gibbosus) assoleix els 4 m.[7] Tot i això la llargària màxima de les espècies Mediterrània|mediterrànies és sempre inferior a 1 m.

- Els ulls són grossos amb una petita membrana nictitant.
- Les aletes dorsals  es troben per darrere de les pelvianes, són subiguals i estan situades molt enrere. L'origen de la primera dorsal és clarament posterior a l'origen de les ventrals.
- L'anal és grossa.
- La caudal no es troba ben desenvolupada, és sub-horitzontal i amb el lòbul inferior escarransit
- Els espiracles són ben visibles.
- Tenen cinc obertures branquials de les quals la cinquena, i de vegades també la quarta, estan situades sobre la base de les aletes pectorals.
- Les dents són pluricuspidades, amb la cúspide principal aguda, menudes i nombroses, molt poc diferents de les de les dues mandíbules.[8][9][10]

## Ecologia
Es troben a tots els oceans de la Terra (llevat de l'oceà Antàrtic). Són molt abundants a les costes de Sud-àfrica, a l'àrea marina compresa entre Àsia i Austràlia, i a l'oceà Pacífic occidental.

Mengen invertebrats i peixets.
Totes les espècies són costaneres i sedentàries. Són bentònics.

## Taxonomia
- Gènere Apristurus (Garman, 1913 ) [15]
  - Apristurus acanutus (Chu, Meng & Li, 1985)[16]
  - Apristurus albisoma (Nakaya & Séret, 1999 ) [17]
  - Apristurus ampliceps (Sasahara, Sato & Nakaya, 2008 ) [18]
  - Apristurus aphyodes (Nakaya & Stehmann, 1998 ) [19]
  - Apristurus atlanticus (Koefoed, 1927 ) 
  - Apristurus australis (Sato, Nakaya & Yorozu, 2008 ) [20]
  - Apristurus brunneus  (Gilbert, 1892 ) [21]
  - Apristurus bucephalus (White, Last & Pogonoski, 2008 ) [22]
  - Apristurus canutus (Springer & Heemstra, 1979 ) [23]
  - Apristurus exsanguis  (Sato, Nakaya & Stewart, 1999 ) [24]
  - Apristurus fedorovi  (Dolganov, 1985)[25]
  - Apristurus gibbosus  (Meng, Chu & Li, 1985)[16]
  - Apristurus herklotsi (Fowler, 1934 ) [26]
  - Apristurus indicus  (Brauer, 1906 ) [27]
  - Apristurus internatus  (Deng, Xiong & Zhan, 1988 ) [28]
  - Apristurus investigatoris  (Misra, 1962 ) [29]
  - Apristurus japonicus (Nakaya, 1975 ) [30]
  - Apristurus kampae (Taylor, 1972 ) [31]
  - Apristurus laurussonii (Saemundsson, 1922 ) [32]
  - Apristurus longicephalus (Nakaya, 1975 ) [30]
  - Apristurus macrorhynchus (Tanaka, 1909 ) [33]
  - Apristurus macrostomus (Meng, Chu & Li, 1985)[16]
  - Apristurus maderensis (Cadenat & Maul, 1966)
  - Apristurus manis (Springer, 1979) [34]
  - Apristurus melanoasper (Iglésias, Nakaya & Stehmann, 2004 ) [35]
  - Apristurus microps (Gilchrist, 1922 ) [36]
  - Apristurus micropterygeus (Meng, Chu & Li, 1986 ) [37]
  - Apristurus nasutus (de Buen, 1959 ) [38]
  - Apristurus parvipinnis (Springer & Heemstra, 1979 ) [23]
  - Apristurus pinguis (Deng, Xiong & Zhan, 1983 ) [39]
  - Apristurus platyrhynchus (Tanaka, 1909 ) [33]
  - Apristurus profundorum (Goode & Bean, 1896 ) [40]
  - Apristurus riveri (Bigelow & Schroeder, 1944 ) [41]
  - Apristurus saldanha (Barnard, 1925 ) [42]
  - Apristurus sibogae (Weber, 1913 ) [43]
  - Apristurus sinensis (Chu & Hu, 1981 ) [44]
  - Apristurus spongiceps (Gilbert, 1905 ) [45]
  - Apristurus stenseni (Springer, 1979 ) [23]
- Gènere Asymbolus (Whitley, 1939 ) [46]
  - Asymbolus analis (Ogilby, 1885 ) [47]
  - Asymbolus funebris (Compagno, Stevens & Last, 1999 ) [48]
  - Asymbolus galacticus (Séret & Last, 2008 ) [49]
  - Asymbolus occiduus (Last, Gomon & Gledhill, 1999) [50]
  - Asymbolus pallidus (Last, Gomon & Gledhill, 1999 ) [50]
  - Asymbolus parvus (Compagno, Stevens & Last, 1999 ) [51]
  - Asymbolus rubiginosus (Last, Gomon & Gledhill, 1999 ) [50]
  - Asymbolus submaculatus (Compagno, Stevens & Last, 1999 ) [48]
  - Asymbolus vincenti (Zeitz, 1908 ) [52]
- Gènere Atelomycterus (Garman, 1913 ) [53]
  - Atelomycterus baliensis White, Last & Dharmadi, 2005 ) [54]
  - Atelomycterus fasciatus (Compagno & Stevens, 1993)[55]
  - Atelomycterus macleayi (Whitley, 1939 ) [56]
  - Atelomycterus marmoratus ([Bennett], 1830 ) [57]
  - Atelomycterus marnkalha (Jacobsen & Bennett, 2007 ) [58]
- Gènere Aulohalaelurus (Fowler, 1934 ) [26]
  - Aulohalaelurus kanakorum (Séret, 1990 ) [59]
  - Aulohalaelurus labiosus (Waite, 1905 ) [60]
- Gènere Bythaelurus (Compagno, 1988 ) [61]
  - Bythaelurus alcocki (Garman, 1913 ) 
  - Bythaelurus canescens (Günther, 1878 ) 
  - Bythaelurus clevai (Séret, 1987 ) 
  - Bythaelurus dawsoni (Springer, 1971 ) 
  - Bythaelurus hispidus (Alcock, 1891 ) 
  - Bythaelurus immaculatus (Chu & Meng, 1982 ) 
  - Bythaelurus incanus (Last & Stevens, 2008 ) [62]
  - Bythaelurus lutarius (Springer & D'Aubrey, 1972 )
- Gènere Cephaloscyllium (Gill, 1862 ) [63]
  - Cephaloscyllium albipinnum (Last, Motomura & White, 2008 ) [64]
  - Cephaloscyllium cooki (Last, Séret & White, 2008 ) [65]
  - Cephaloscyllium fasciatum (Chan, 1966)[66]
  - Cephaloscyllium hiscosellum (White & Ebert, 2008 ) [67]
  - Cephaloscyllium isabellum (Bonnaterre, 1788 ) 
  - Cephaloscyllium laticeps (Duméril, 1853 ) 
  - Cephaloscyllium maculatum (Schaaf-Da Silva & Ebert, 2008 ) [68]
  - Cephaloscyllium pardelotum (Schaaf-Da Silva & Ebert, 2008 ) [68]
  - Cephaloscyllium parvum (Inoue & Nakaya, 2006 ) [69]
  - Cephaloscyllium pictum (Last, Séret & White, 2008 ) [65]
  - Cephaloscyllium signourum (Last, Séret & White, 2008 ) [65]
  - Cephaloscyllium silasi (Talwar, 1974 ) 
  - Cephaloscyllium speccum (Last, Séret & White, 2008 ) [70]
  - Cephaloscyllium sufflans (Regan, 1921 ) 
  - Cephaloscyllium umbratile (Jordan & Fowler, 1903 ) 
  - Cephaloscyllium variegatum (Last & White, 2008 ) [71]
  - Cephaloscyllium ventriosum (Garman, 1880) [72]
  - Cephaloscyllium zebrum (Last & White, 2008 ) [71]
- Gènere Cephalurus (Bigelow & Schroeder, 1941 ) [73]
  - Cephalurus cephalus (Gilbert, 1892 ) [21]
- Gènere Galeus (Rafinesque, 1810 ) [74]
  - Galeus antillensis (Springer, 1979 ) 
  - Galeus arae (Nichols, 1927 ) 
  - Galeus atlanticus (Vaillant, 1888 ) [75]
  - Galeus boardmani (Whitley, 1928 ) 
  - Galeus cadenati (Springer, 1966)
  - Galeus eastmani (Jordan & Snyder, 1904)
  - Galeus gracilis (Compagno & Stevens, 1993)
  - Galeus longirostris (Tachikawa & Taniuchi, 1987 ) 
  - Galeus melastomus (Rafinesque, 1810 ) [76]
  - Galeus mincaronei (Soto, 2001 ) [77]
  - Galeus murinus (Collett, 1904)[78]
  - Galeus nipponensis (Nakaya, 1975 ) 
  - Galeus piperatus (Springer & Wagner, 1966)
  - Galeus polli (Cadenat, 1959 ) 
  - Galeus priapus (Séret & Last, 2008 ) [79]
  - Galeus sauteri (Jordan & Richardson, 1909 ) 
  - Galeus schultzi (Springer, 1979 ) 
  - Galeus springeri (Konstantinou & Cozzi, 1998 )
- Gènere Halaelurus (Gill, 1862 ) [80]
  - Halaelurus boesemani (Springer & D'Aubrey, 1972 ) 
  - Halaelurus buergeri (Müller & Henle, 1838 ) 
  - Halaelurus lineatus (Bass, D'Aubrey & Kistnasamy, 1975 ) 
  - Halaelurus maculosus (White, Last & Stevens, 2007 ) [81]
  - Halaelurus natalensis (Regan, 1904)
  - Halaelurus quagga (Alcock, 1899 ) 
  - Halaelurus sellus (White, Last & Stevens, 2007 ) [82]
- Gènere Haploblepharus (Garman, 1913 ) [83]
  - Haploblepharus edwardsii (Voigt, 1832 ) [84]
  - Haploblepharus fuscus (Smith, 1950 ) 
  - Haploblepharus kistnasamyi (Human & Compagno, 2006 ) [85]
  - Haploblepharus pictus (Müller & Henle, 1838 )
- Gènere Holohalaelurus (Fowler, 1934 ) [86]
  - Holohalaelurus favus (Human, 2006 ) [87]
  - Holohalaelurus grennian (Human, 2006 ) [87]
  - Holohalaelurus punctatus (Gilchrist, 1914 ) 
  - Holohalaelurus regani (Gilchrist, 1922 )
- Gènere Parmaturus (Garman, 1906 ) [88]
  - Parmaturus albimarginatus (Seret & Last, 2007 ) [89]
  - Parmaturus albipenis (Seret & Last, 2007 ) [89]
  - Parmaturus bigus (Seret & Last, 2007 ) [89]
  - Parmaturus campechiensis (Springer, 1979 ) 
  - Parmaturus lanatus (Seret & Last, 2007 ) [89]
  - Parmaturus macmillani (Hardy, 1985)
  - Parmaturus melanobranchus (Chan, 1966)
  - Parmaturus pilosus (Garman, 1906 ) 
  - Parmaturus xaniurus (Gilbert, 1892 )
- Gènere Pentanchus (Smith & Radcliffe, 1912 ) [90]
  - Pentanchus profundicolus (Smith & Radcliffe, 1912 )
- Gènere Poroderma (Smith, 1838 ) [91]
  - Gat ratllat (Poroderma africanum) (Gmelin, 1789 ) [92]
  - Gat lleopard (Poroderma pantherinum) (Müller & Henle, 1838 ) [93]
- Gènere Schroederichthys (Springer, 1966)[94]
  - Schroederichthys bivius (Müller & Henle, 1828 ) [95]
  - Schroederichthys chilensis (Guichenot, 1848 ) [96]
  - Schroederichthys maculatus (Springer, 1966)[97]
  - Schroederichthys saurisqualus (Soto, 2001 ) [98]
  - Schroederichthys tenuis (Springer, 1966)[97]
- Gènere Scyliorhinus (Blainville, 1816 ) [99]
  - Scyliorhinus besnardi (Springer & Sadowsky, 1970 ) [100]
  - Scyliorhinus boa (Goode & Bean, 1896 ) [40]
  - Scyliorhinus canicula (Linnaeus, 1758)[101]
  - Scyliorhinus capensis (Müller & Henle, 1838 ) [102]
  - Scyliorhinus cervigoni (Maurin & Bonnet, 1970 ) [103]
  - Scyliorhinus comoroensis (Compagno, 1988) [104]
  - Scyliorhinus garmani (Fowler, 1934) [26]
  - Scyliorhinus haeckelii (Miranda-Ribeiro, 1907) [105]
  - Scyliorhinus hesperius (Springer, 1966)[97]
  - Scyliorhinus meadi (Springer, 1966)[97]
  - Scyliorhinus retifer (Garman, 1881) [106]
  - Scyliorhinus stellaris (Linnaeus, 1758)[101]
  - Scyliorhinus tokubee (Shirai, Hagiwara & Nakaya, 1992) [107]
  - Scyliorhinus torazame (Tanaka, 1908) [108]
  - Scyliorhinus torrei (Howell Rivero, 1936) [109][110][111][112]